# Cathal Brugha

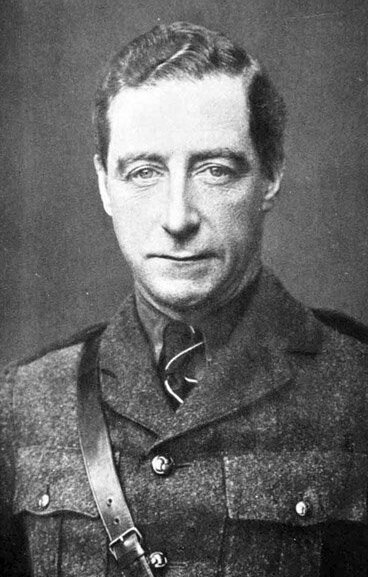
Cathal Brugha (1922)

Cathal Brugha [ˈkahəɫ̪ bˠɾˠuː] (* 18. Juli 1874 in Dublin als Charles William St. John Burgess; † 7. Juli 1922 ebenda) war ein irischer Revolutionär. Er war aktiver Teilnehmer am Osteraufstand und kämpfte im Irischen Unabhängigkeitskrieg sowie im irischen Bürgerkrieg. Außerdem war er vom 19. bis zum 22. Januar 1919 erster Ceann Comhairle (Vorsitzender) des irischen Unterhauses Dáil Éireann sowie von Januar bis April 1919 mit dem nicht gleichzusetzenden Titel Príomh-Aire (Präsident) des Dáil Éireann erster Regierungschef Irlands.

## Jugend
Geboren in Dublin in die konfessionsgemischte Ehe eines irischen Katholiken und einer englischen Protestantin, wurde Brugha mit 15 Jahren am jesuitischen Belvedere College aufgenommen und ging nicht zu den irischen Christian Brothers, welche die meisten späteren Aufständischen und Guerilleros unterrichteten. Doch war er bereits ein Jahr später gezwungen, das College zu verlassen und sich einen Job zu suchen, da sein Vater finanzielle Probleme bekommen hatte.

## Osteraufstand
1899 trat Brugha der Gaelic League bei und 1913 wurde er Leutnant bei den Irish Volunteers. Während des Osteraufstandes 1916 war er zweiter Befehlshaber des 4. Bataillons unter Éamonn Ceannt. Während der Kämpfe wurde er durch eine Handgranate sowie durch mehrere Schusswunden so schwer verletzt, dass man ihm anfangs keine großen Überlebenschancen einräumte.

## Irish Republican Army

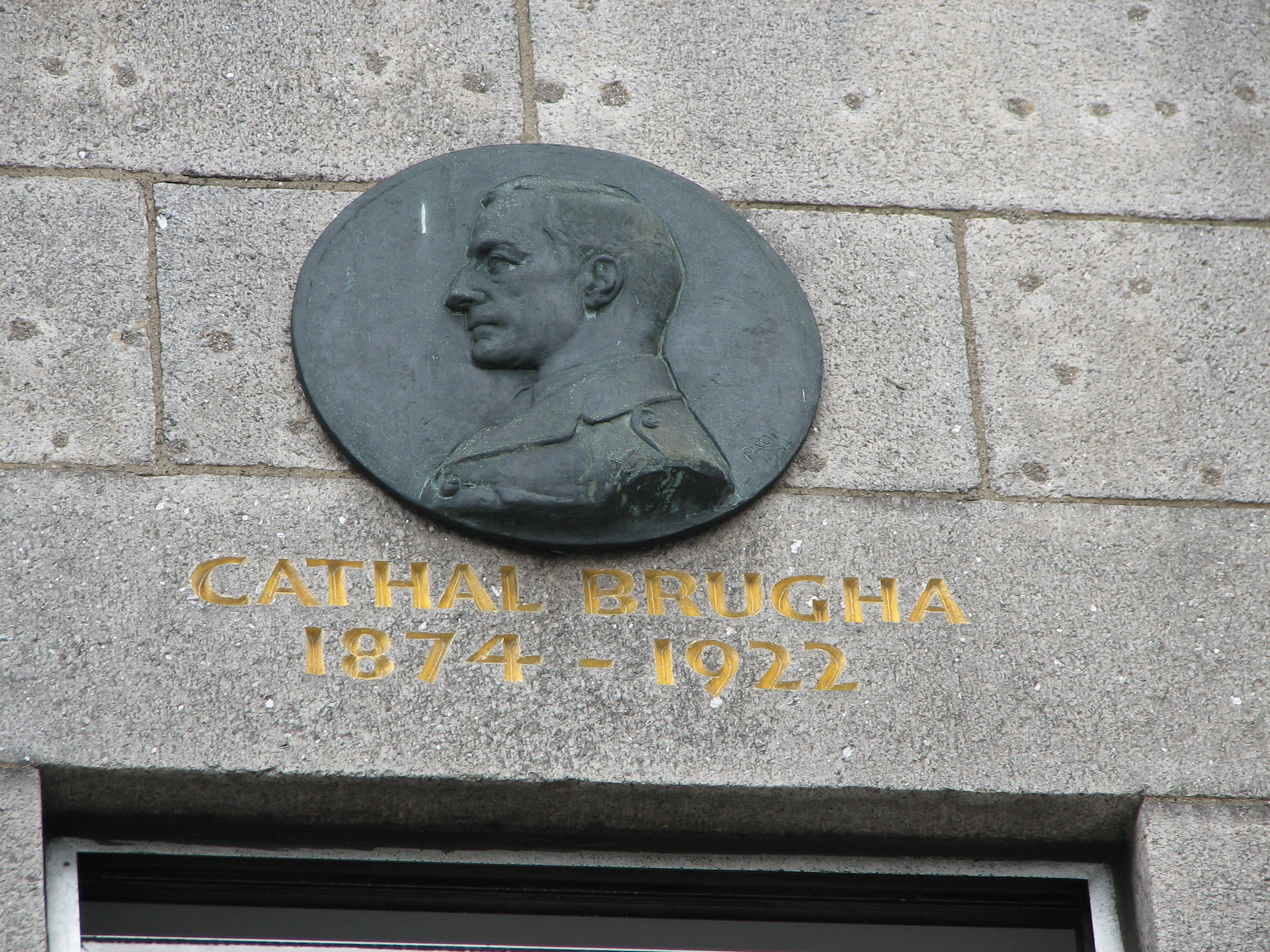
Erinnerungsplakette für Cathal Brugha in der O’Connell Street, Dublin. (Die Einschusslöcher in der Wand sind noch immer zu erkennen.)

Nach der General-Amnestie von 1917 kümmerte sich Brugha erfolgreich um den Aufbau und die Organisation der IRA. Im Oktober 1917 wurde er Stabschef der IRA und blieb dies bis zum März 1919.
Bei der Wahl 1918 wurde er als Vertreter des Wahlbezirks Waterford gewählt und bekam kurz danach den Posten des Verteidigungsministers. Er führte am 21. Januar 1919 den Vorsitz der ersten Versammlung des revolutionären Unterhauses Dáil Éireann (First Dáil), da sich Eamon de Valera noch im Gefängnis befand und Arthur Griffith ebenfalls abwesend war. Somit blieb er vom 22. Januar bis zu de Valeras Rückkehr im April 1919 dessen Präsident (Príomh Aire) und als solcher nach der provisorisch eingeführten Verfassung Regierungschef (Ministry Brugha).
Er war für seine erbitterte Feindschaft zu Michael Collins bekannt, der, obwohl er nominell nur IRA-Geheimdienstchef war, wesentlich mehr Einfluss in der Organisation hatte, da er auch ein hochrangiges IRB-Mitglied war. Brugha beschuldigte diese Organisation, die Macht des Dáil und insbesondere seines Verteidigungsministeriums zu untergraben. Auf einem Führungstreffen der IRA im August 1920 schlug Brugha vor, britische Streitkräfte nicht mehr aus dem Hinterhalt anzugreifen, ohne sie zuvor zur Aufgabe aufgefordert zu haben. Dies wurde jedoch von den Brigadekommandeuren als unrealistisch abgewiesen. Brugha hatte auch die Idee, den Krieg nach England zu tragen, was von Collins abgelehnt wurde.

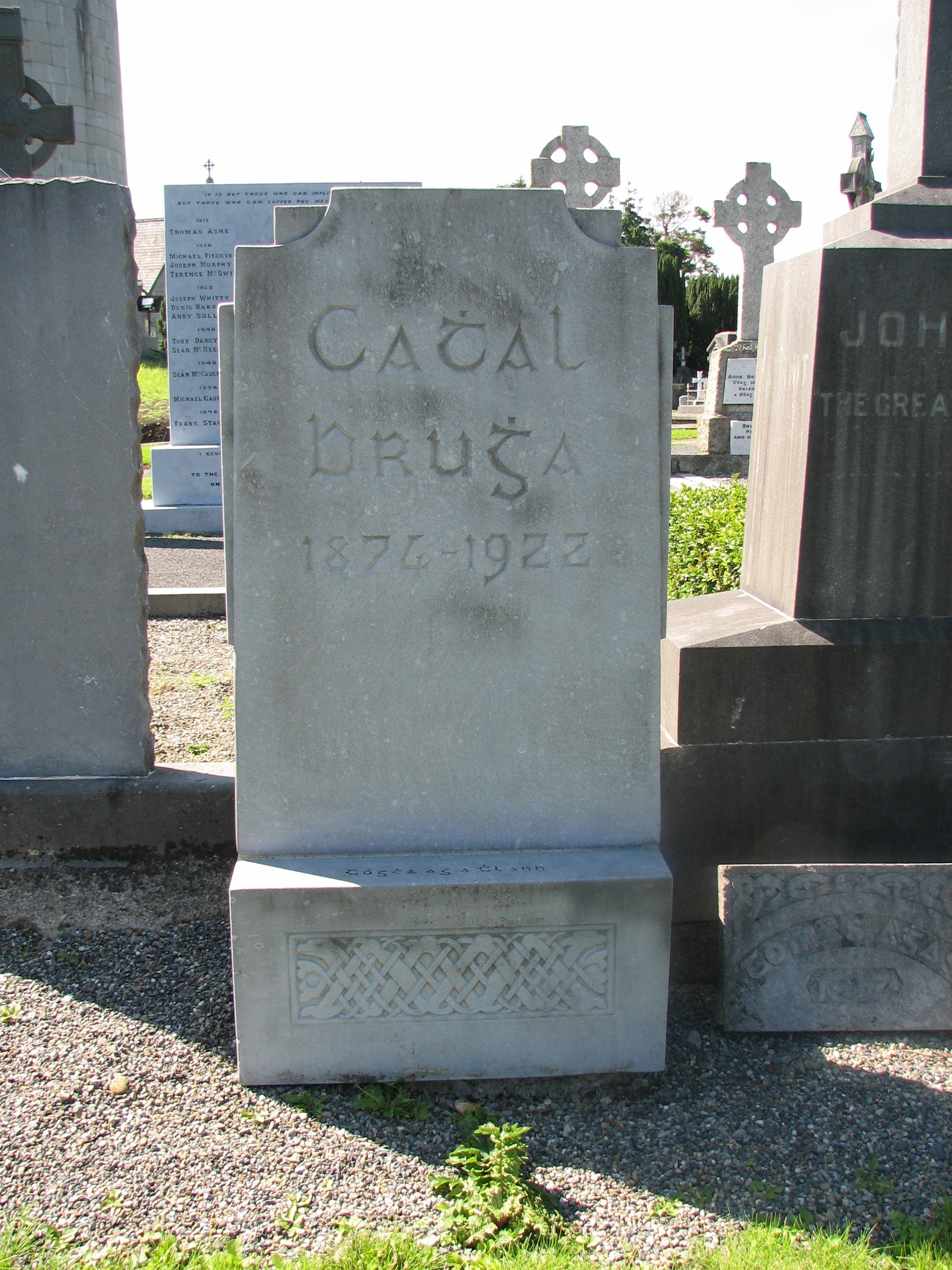
Cathal Brughas Grab

1922 schlug er sich auf die Seite der Vertragsgegner des Anglo-Irischen Vertrags. Daraufhin wurde er als Verteidigungsminister von Richard Mulcahy abgelöst und verließ den Dáil. Während der vorherigen Vertragsdebatten stellte er heraus, dass Collins nur einen relativ niedrigen Rang im Department für Verteidigung einnehme, und die Zeitungen ihn jetzt trotzdem als „den Mann, der den Krieg gewann“ preisen.
Beim folgenden irischen Bürgerkrieg kämpfte er auf Seiten der Vertragsgegner, die Gebäude in der O’Connell Street eingenommen hatten. In der ersten Juli-Woche des Jahres 1922 begannen die Streitkräfte des neugegründeten Freistaates die Positionen der Vertragsgegner unter Artilleriebeschuss zu nehmen. Nachdem die meisten Kämpfer unter Traynor bei diesem Angriff aus der O’Connell Street entkommen konnten, ließen sie Brugha als Kommandant einer kleinen Nachhut zurück. Am 5. Juli befahl er seinen Männern zu kapitulieren. Als er mit seinem Revolver drohend auf die Freistaatstruppen zuging, feuerten diese als Reaktion und er erhielt eine Schusswunde an einer Hauptarterie am Bein. Er wurde in ein Krankenhaus gebracht, wo er zwei Tage später, am 7. Juli 1922, seiner Verletzung erlag – 11 Tage vor seinem 48. Geburtstag. Er ist auf dem Glasnevin Cemetery (auch bekannt als Prospect Cemetery) in Dublin beigesetzt worden.